# Digitaria tenuis
Digitaria tenuis är en gräsart som först beskrevs av Christian Gottfried Daniel Nees von Esenbeck, och fick sitt nu gällande namn av Johannes Jan Theodoor Henrard. Digitaria tenuis ingår i släktet fingerhirser, och familjen gräs. Inga underarter finns listade i Catalogue of Life.